# Neustift bei Güssing
Neustift bei Güssing é um município da Áustria localizado no distrito de Güssing, no estado de Burgenland.